# 베이징 지하철 수도공항선
베이징 지하철 수도공항선(중국어 간체자: 北京地铁首都机场线, 정체자: 北京地鐵首都機場線, 병음: Běijīng Dìtiě Shǒudū Jīchǎng Xiàn)은 중화인민공화국 베이징시를 운행하는 지하철로 베이징 서우두 국제공항과 10호선의 싼위안차오(중국어 간체자: 三元桥, 정체자: 三元橋), 순환선 2호선의 둥즈먼 역(중국어 간체자: 东直门, 정체자: 東直門)을 연결한다. 노선 색상은 ■ 짙은 회색이며, 공항을 운행하기 때문에 '공항선'이라고 부른다.

## 개요
2008년 베이징 올림픽에 맞추어 계획된 노선 중 하나로 〈둥즈먼 역〉(东直门站)에서 베이징 수도 국제공항 2, 3터미널을 연결하는 공항 연결 노선이다. 현지명은 〈중국어 간체자: 机场快轨, 정체자: 機場快軌, 병음: jīcháng kuàiguǐ 지창콰이구이/기장쾌궤[*]〉(영어: Airport Express 혹은 Airport Beijing City).
하루 종일 약 15분 간격으로 운전행하며, 베이징 지하철의 다른 노선과 같이, 제3 궤도식 전철이다. 차내는 끝 부분을 제외하고 서로 마주보게 하는 고정 좌석으로 배치하였다. 운임은 다른 지하철망과는 달리 독립되어 있으며, 전 노선 25元으로 균일하다.

## 운행
- 하루 15분 간격으로 운행된다.
- 운임은 전노선 균일 25元이다.(보통 다른 노선은 3~5元)[1]
- 〈3 터미널역〉에서 〈2 터미널역〉 방향은 루프선으로 되어 있어, 〈둥즈먼 역〉(东直门站)을 나온 열차는 〈싼위안챠오 역〉(三元桥站)을 출발하여 루프를 일주해 싼위안챠오 역으로 돌아와, 그대로 둥즈먼 역까지 향한다. 루프 부분은 일방통행이다.

## 특징
- 노선길이: 28.1 km (영업구간)
- 표준궤도: 1,435mm
- 정차역수: 4개 역
- 복선구간: 둥즈먼 역(东直门站)～싼위안차오 역(三元桥站)
- 전기구간: 전 노선(직류 750V 제3궤조 방식)
- 운행방향: 우측통행

## 연혁
- 2008년 7월 19일 개통

## 차량
창춘궤도객차와 봄바디어가 공동 제작한 4량 편성의 차량이 사용되고 있다.

## 노선
| \| 역이름 \| 중문명 \| 영문명 \| 환승역 \| 비고 \| \| ------------- \| --------- \| ----------- \| ---------------- \| --------- \| \| 둥즈먼 역 \| 东直门站 \| Dongzhimen \| ■ 2호선 ■ 13호선 \| \| \| 싼위안차오 역 \| 三元桥站 \| Sanyuanqiao \| ■ 10호선 \| 루프 시작 \| \| 3터미널 역 \| 3号航站楼 \| Terminal 3 \| PEK T3 \| 일방통행 \| \| 2터미널 역 \| 2号航站楼 \| Terminal 2 \| PEK T2 \| 일방통행 \| \| 싼위안차오 역 \| 三元桥站 \| Sanyuanqiao \| ■ 10호선 \| 루프 종료 \| \| 둥즈먼 역 \| 东直门站 \| Dongzhimen \| ■ 2호선 ■ 13호선 \| \| |           |             |                  |           |
| 역이름 | 중문명    | 영문명      | 환승역           | 비고      |
| 둥즈먼 역 | 东直门站  | Dongzhimen  | ■ 2호선 ■ 13호선 |           |
| 싼위안차오 역 | 三元桥站  | Sanyuanqiao | ■ 10호선         | 루프 시작 |
| 3터미널 역 | 3号航站楼 | Terminal 3  | PEK T3           | 일방통행  |
| 2터미널 역 | 2号航站楼 | Terminal 2  | PEK T2           | 일방통행  |
| 싼위안차오 역 | 三元桥站  | Sanyuanqiao | ■ 10호선         | 루프 종료 |
| 둥즈먼 역 | 东直门站  | Dongzhimen  | ■ 2호선 ■ 13호선 |           |

- 운행 순서는 东直门站→三元桥站→3号航站楼站→2号航站楼站→三元桥站→东直门站이다.
- 주: 인천공항에서 베이징 서우두 국제공항으로 을 연결하는 아시아나항공, 중국국제항공 등의 노선 대부분은 3터미널, 대한항공, 중국남방항공, 중국동방항공 등은 2터미널에서 출도착한다.

## 갤러리
|               |                     |                  |                            |
| 25元 요금카드 | 정차역(요금카드)    | 3터미널의 공항선 | 봄바디어 MK II 차량 공항선 |
|               |                     |                  |                            |
| 3터미널 접근  | 공항선 입구 2터미널 | 공항선의 내부    | 3터미널 진입               |

## 같이 보기
- 베이징 지하철
- 베이징 서우두 국제공항
- 공항철도